# Maria-Theresien-Denkmal (Bratislava)

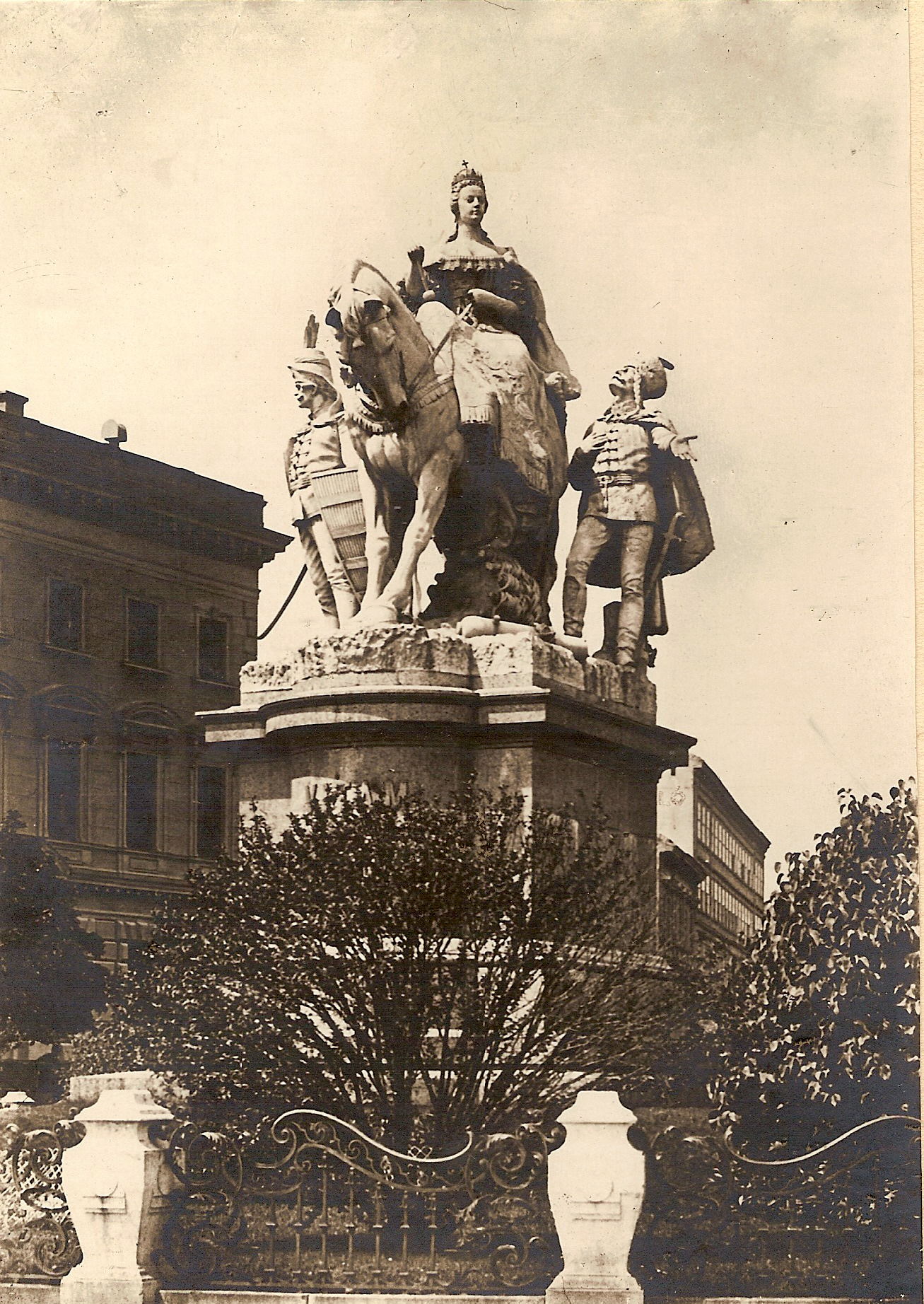
Maria-Theresien-Denkmal

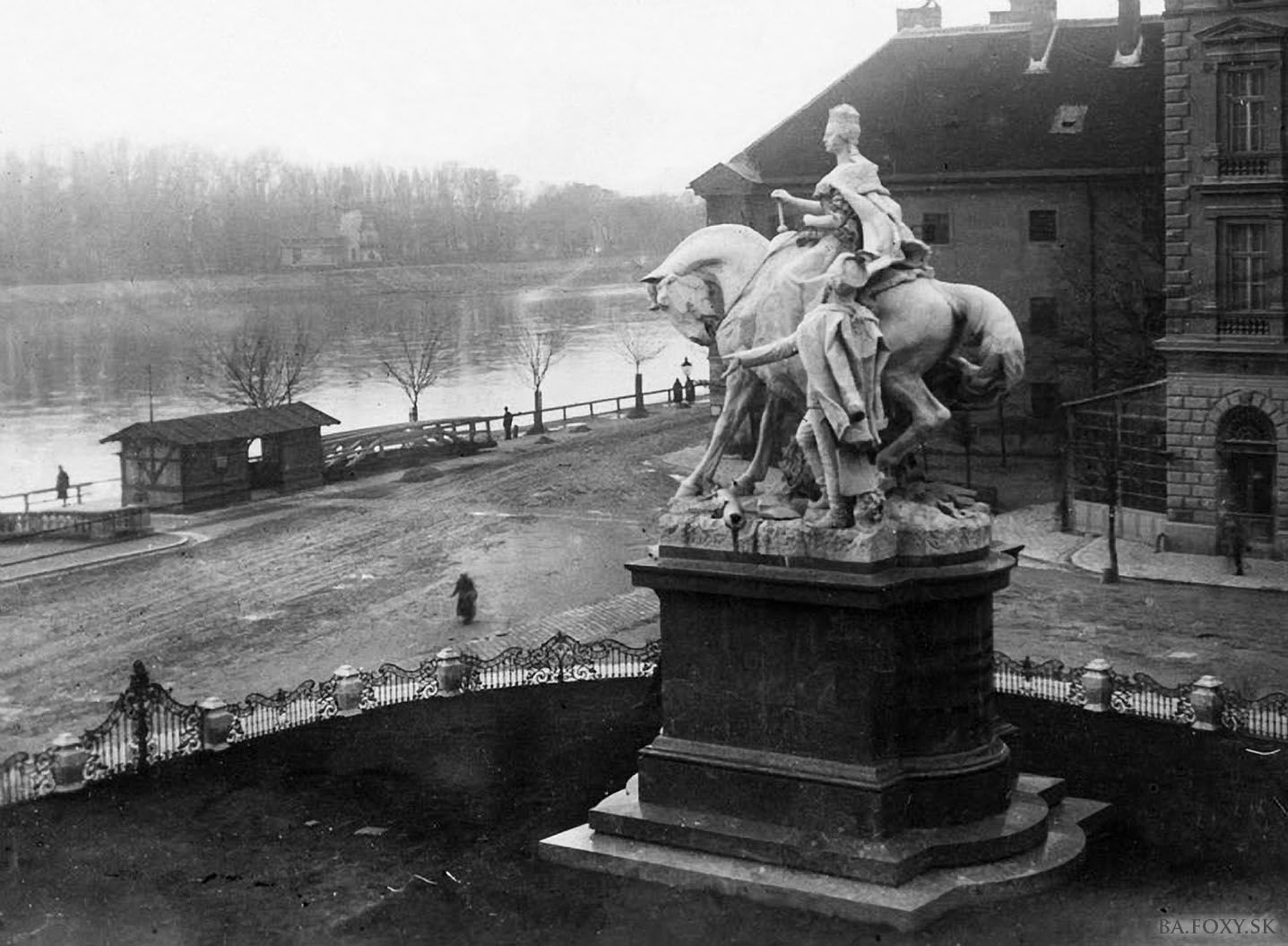
Ansicht von der Seite

Das Maria-Theresien-Denkmal in Preßburg (ab 1919: Bratislava) war ein bedeutendes Denkmal der Habsburger im ehemaligen Königreich Ungarn. Es erinnerte an Maria Theresia, die 1741 in Preßburg zur Apostolischen Königin von Ungarn gekrönt wurde. Das 1897 eingeweihte Denkmal stand am ehemaligen Krönungshügelplatz. Nach der tschechoslowakischen Unabhängigkeitserklärung wurde es im Jahr 1921 als Symbol der untergegangenen Monarchie zerstört.

## Geschichte

### Geschichtlicher Hintergrund
1896 wurden die Millenniumsfeierlichkeiten anlässlich des tausendjährigen Jahrestages der Ungarischen Landnahme in allen Regionen des Landes begangen. Auf Anregung des Abgeordneten Károly Neiszidler im Ungarischen Reichstag sollte in Verbindung mit dem bereits aus den 1870er Jahren stammenden Stadtratsbeschluss zur Ausschmückung des Krönungshügelplatzes ein Denkmal errichtet werden, das einerseits an den ehemaligen Krönungshügel und andererseits auch an das Millennium erinnern sollte. Am 8. Juni 1892, zum 25-jährigen Krönungsjubiläum Kaiser Franz Josephs I. zum König von Ungarn, wurde ein „Denkmalskomitee“ gegründet, dem zahlreiche Persönlichkeiten des öffentlichen Lebens angehörten.
Nach einem eingeschränkten Künstlerwettbewerb wurde noch im Dezember 1892 der in Preßburg geborene Bildhauer Johann Fadrusz mit der Ausführung des Denkmals vom Stadtmagistrat betraut. Fadrusz schlug als Thema ein Reiterstandbild der Kaiserin Maria Theresia vor. Für das Modell erhielt er in Paris einen Grand Prix.
Es handelte es sich um das erste Monument eines Habsburgischen Herrschers in Ungarn.

### Ausführung

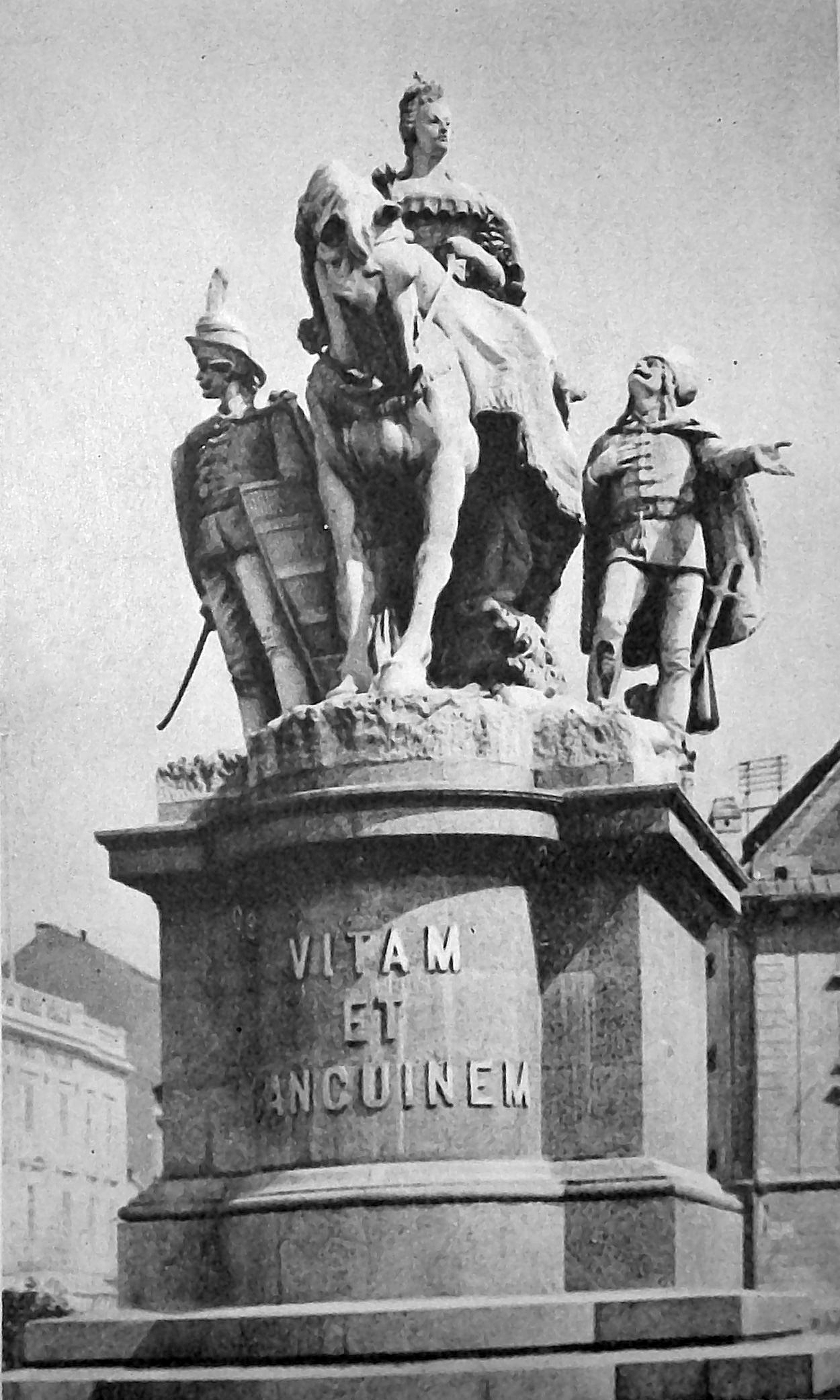
Maria-Theresien-Denkmal

Das Monument sollte an eine historische Stunde im Schloss zu Preßburg am 11. September 1741 erinnern. Die im Österreichischen Erbfolgekrieg militärisch hart bedrängte Maria Theresia war praktisch ans Ende ihrer militärischen Möglichkeiten angelangt. Sie war gezwungen – auf den „ritterlichen Geist“ der Magyaren hoffend – sich unter den ‚Schutz der ungarischen Nation‘, die sie persönlich zu den Waffen rief, zu stellen. Sie bat die Ungarischen Stände um Unterstützung.
Das in weißen Carrara-Marmor gehauene Monument zeigt die schlank, jugendlich und anmutig wirkende Königin im Damensattel, bekleidet mit dem ungarischen Krönungsornat, mit der Stephanskrone auf dem Haupt und dem Reichszepter in der rechten Hand. Das Reiterstandbild flankierten auf beiden Seiten symbolische Figuren. Auf der linken Seite befand sich ein ungarischer Adliger („Magnat“) und rechts von der Kaiserin ein Kuruzenkrieger.
Auf der Frontseite des Denkmalsockels standen mit großen Lettern die Worte VITAM ET SANGUINEM (die im Königreich Ungarn benutzte Eidesformel „Unser Leben und unser Blut“) zur Erinnerung an jenes denkwürdige Ereignis des 11. September 1741 im Preßburger Schloss.
Auf der der Stadt zugewandten Rückseite des aus Mauthausner Granit gefertigten Postaments war folgende Aufschrift in ungarischer Sprache zu lesen: Magyarország fennállásának ezredik évében a királykoronázások emlékére emelte Pozsony Szab. Kir. város közönsége 1896 (dt.: „Zum 1000jährigen Bestehen des Ungarischen Reiches und zur Erinnerung an die Krönungsfeierlichkeiten errichtet von der Königlichen Freistadt Preßburg im Jahre 1896“.)
Im Marmorsteinbruch von Carrara ergaben sich für den Marmorrohling unvorhergesehene Lieferschwierigkeiten. Die ursprünglich für den 11. September 1896 geplante Enthüllung des Monuments konnte deshalb nicht termingerecht stattfinden. Die Arbeiten verzögerten sich bis ins Jahr 1897 hinein.
Der 4 1⁄2 Meter hohe Sockel aus Mauthausner Granit wurde von der Firma Marmor Industrie Kiefer geliefert. Die Marmorteile der Skulptur hatten ein Gewicht von etwa 860 Meterzentnern, die Gesamthöhe betrug 11 Meter. Auf Fadrusz’ Vorschlag beschloss das Denkmalkomitee, das Monument mit einem schmiedeeisernen Gitter zu umgeben, das die Preßburger Kunstschmiede Ludwig Marton & Sohn anfertigte. Der Entwurf für dieses neobarocke Geländer stammte von Wilhelm Marton.
Im Sockel des Denkmals wurde eine von dem ungarischen Historiker und Dichter Kálmán Thaly abgefasste Pergamenturkunde, die an das historische Ereignis erinnern sollte, untergebracht. Bei der Eröffnungsfeier hielt Thaly auch die Festrede.

### Einweihung des Denkmals

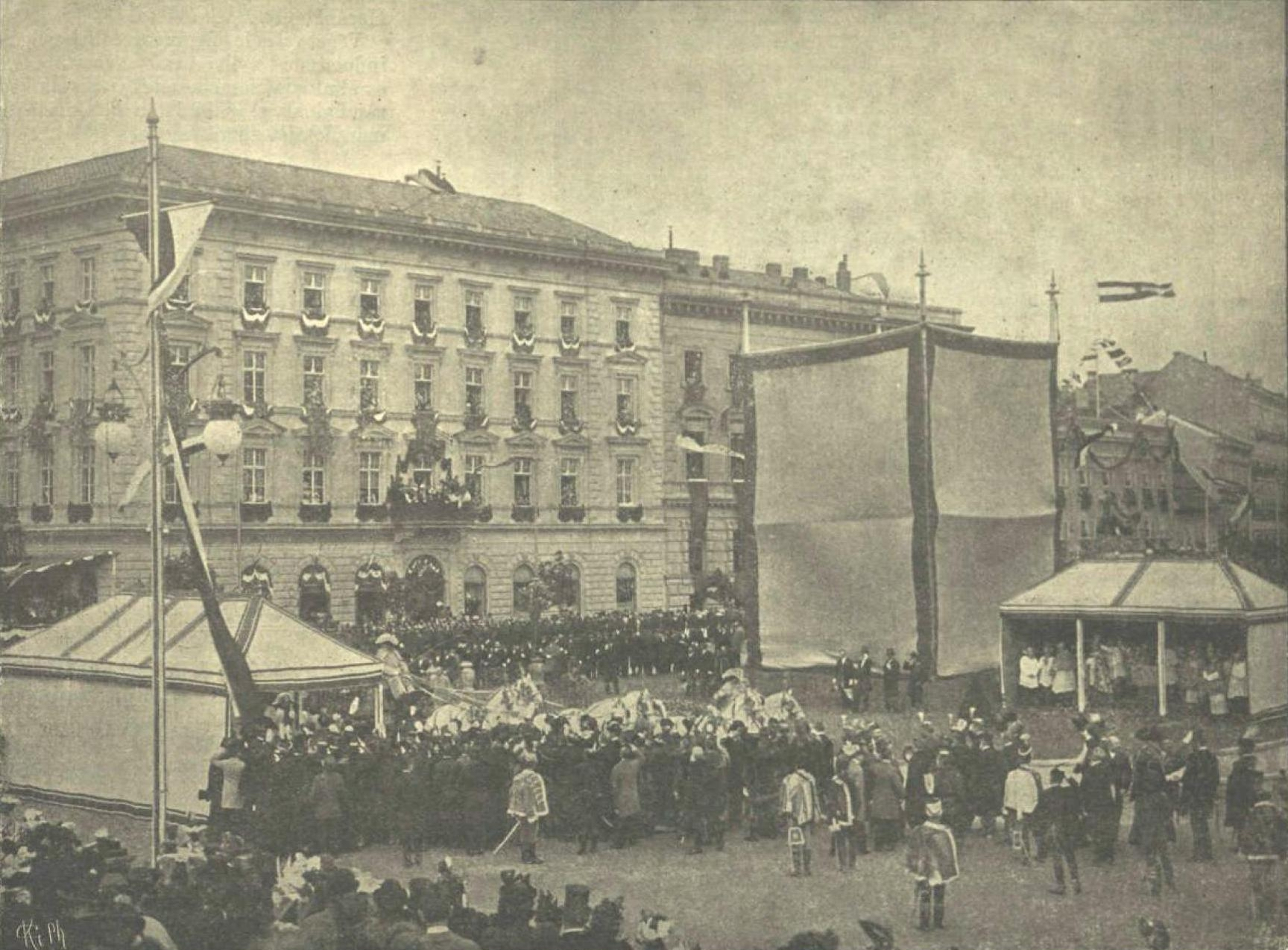
Enthüllung des Denkmals am 16. Mai 1897

Die feierliche Enthüllung des Denkmals, das 200.000 Kronen kostete, fand am 16. Mai 1897 unter Anwesenheit von Kaiser Franz Joseph statt. Der in Preßburg lebende Erzherzog Friedrich von Habsburg war mit seiner Familie ebenfalls anwesend. Nach alter Sitte waren auch die Komitate des historischen Altungarn mit Fahnen und Standarten vertreten.
Über das Ereignis schrieb die Preßburger Zeitung:
Nach einer Feldmesse, welcher sämtliche Anwesende mit großer Andacht anwohnten, intonirten die vereinigten Preßburger Gesangvereine unter der Leitung des Chormeisters der Liedertafel Ferdinand Kitzinger in erhebender Weise den Hymnus. Hierauf trat Bürgermeister k. Rath [Gustav] Dröxler vor den Monarchen und hielt an ihn folgende Ansprache:
Das Munizipium der königlichen Freistadt Preßburg hat aus Anlaß der fünfundzwanzigsten Jahreswende der Krönung Eurer Majestät einstimmig und mit Begeisterung den Beschluss gefaßt, an dieser Stelle, wo bis zur jüngsten Zeit der Krönungshügel stand, ein Denkmal zu errichten.  [...] Das Munizipium und die patriotische Bürgerschaft der königlichen Freistadt Preßburg, hat zur Verkörperung all' dieser Gefühle, die lieblichen Züge und die geheiligte Gestalt unserer Königin Maria Theresia gewählt [...] jener Königin, welcher unsere Stadt sowie das geliebte Vaterland auf allen Gebieten so viel epochale Errungenschaften und segensreiche Institutionen verdankt.

### Zerstörung des Denkmals

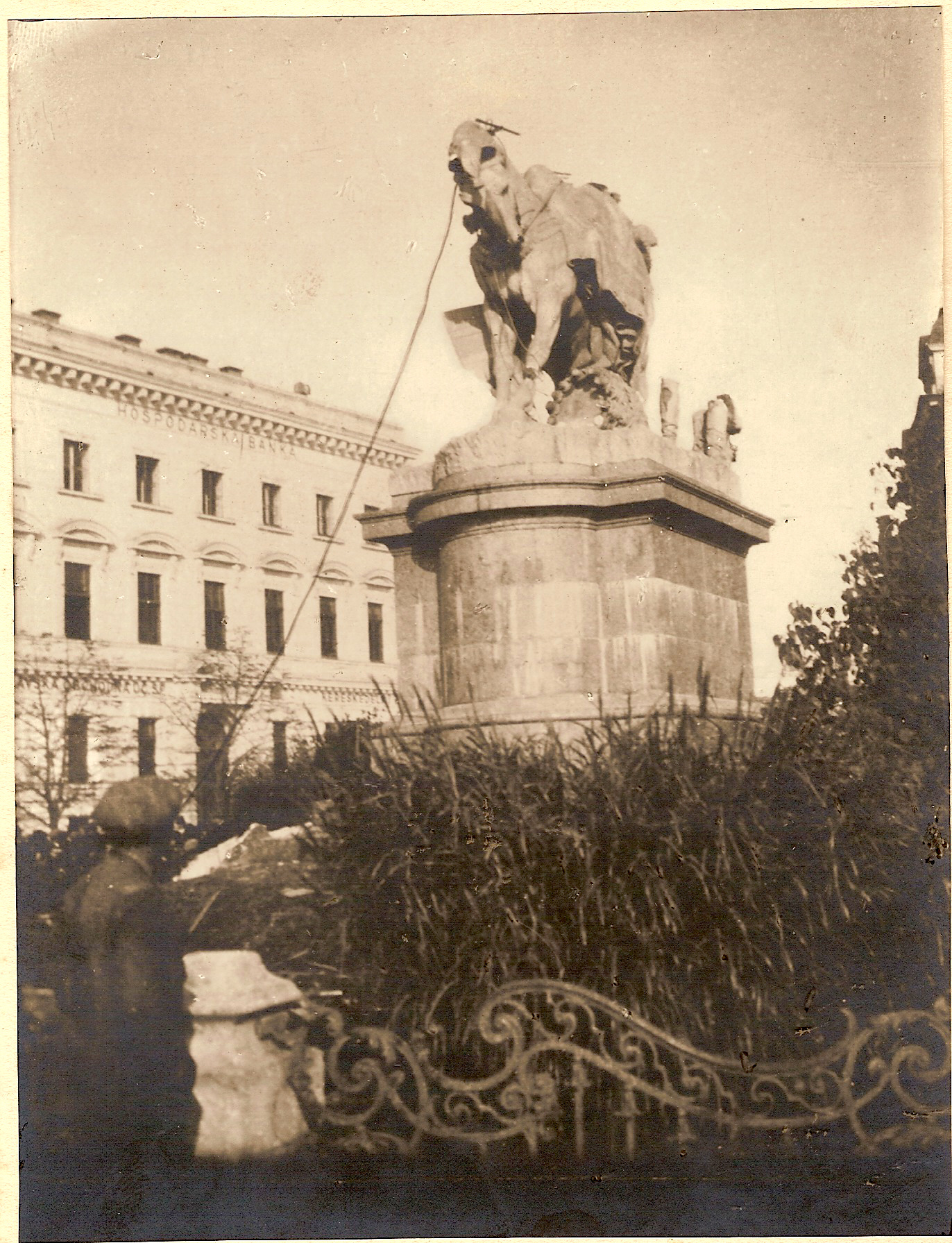
Zerstörung des Denkmals, Oktober 1921

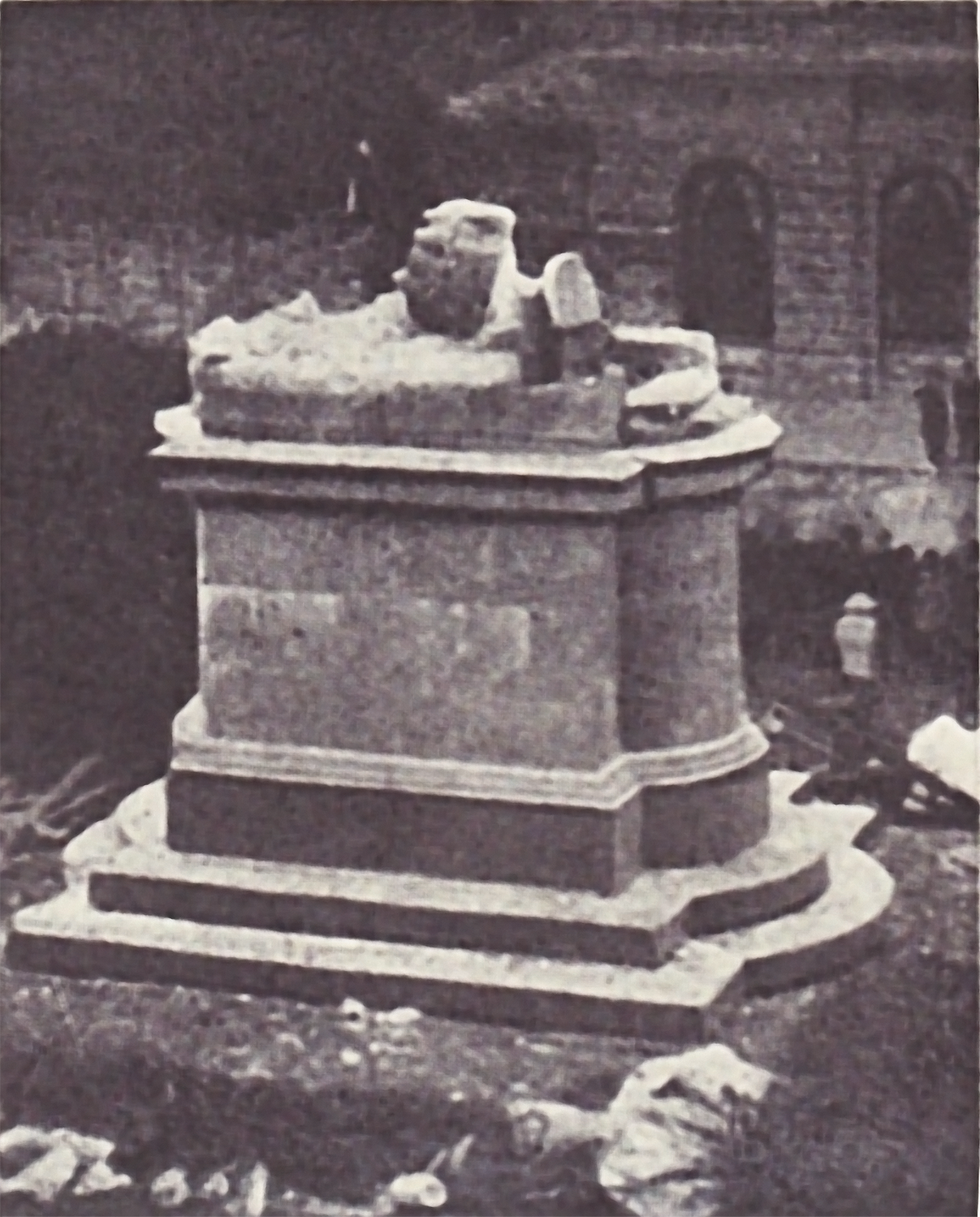
Torso des zerstörten Denkmals

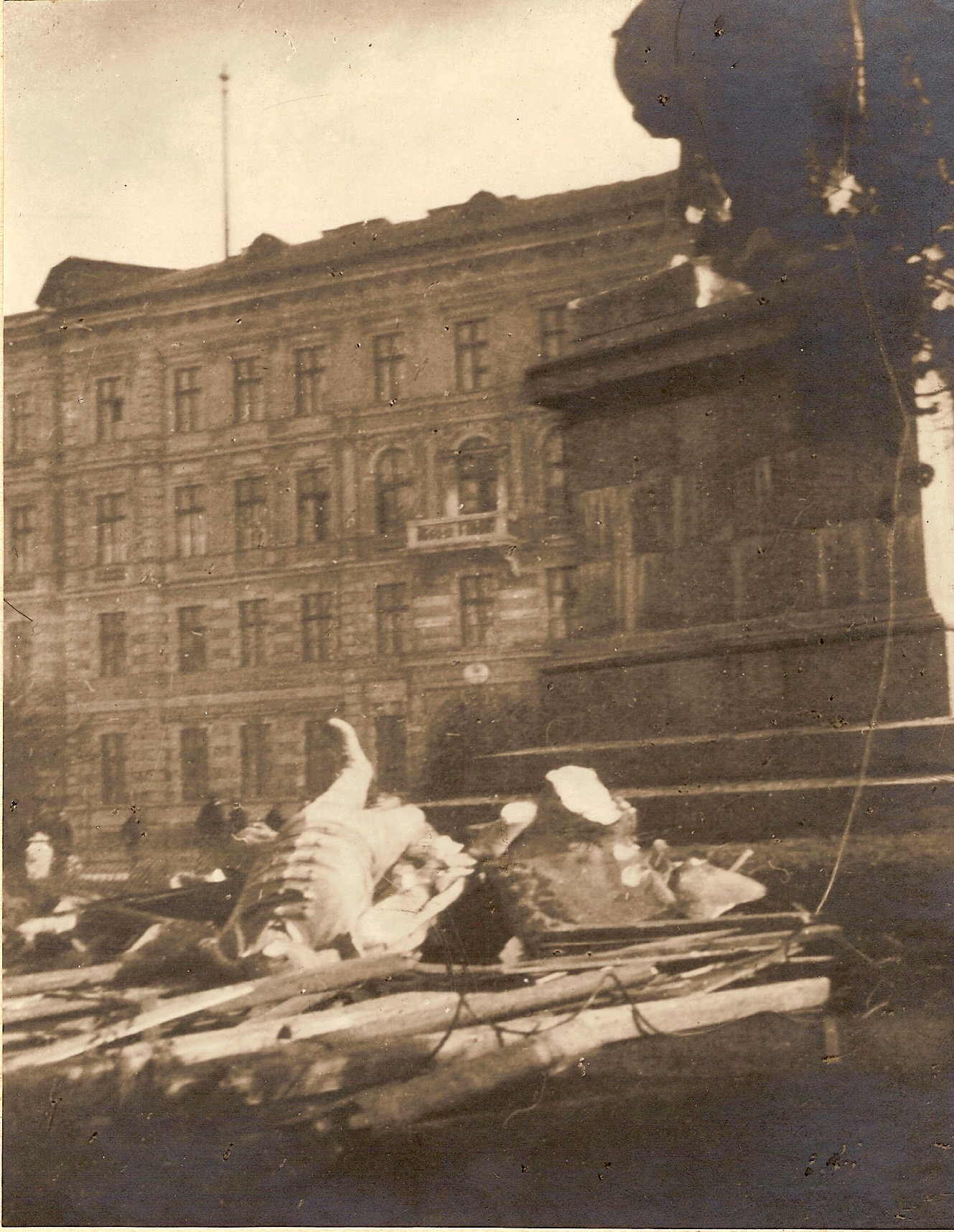
Trümmerreste des Denkmals nach der Zerstörung im Oktober 1921

Die neuen demokratischen Machthaber der im Jahre 1918 gegründeten Tschechoslowakei (ČSR) nahmen Anstoß an Kunstdenkmälern, die an die gestürzte Monarchie erinnerten oder sie sogar glorifizierten. Der Stadtmagistrat hatte gleich nach der Besetzung der Stadt durch die tschechoslowakischen Legionäre Anfang 1919 das Maria Theresien-Denkmal aus Sicherheitsgründen mit Holzbrettern einschalen lassen. Dennoch wurde das Denkmal in der Nacht vom 20. zum 21. Oktober 1921 von marodierenden tschechoslowakischen Legionären zur Unkenntlichkeit zerschlagen.
Der Bildhauer Alois Rigele, der im gegenüber liegenden Lanfranconi-Palais wohnte, beobachtete die Ereignisse von seinem Fenster aus und verfasste darüber eine Denkschrift, deren Manuskript sich heute im Stadtarchiv der Stadt Bratislava befindet.

Der Rechtsanwalt und Schriftsteller Marcell Jankovics beschrieb die Zerstörung des Denkmals in seinem Buch Zwanzig Jahre in Preßburg:
Bereits am vorhergehenden Abend fand sich eine gut gelaunte und laut singende Truppe – von ausschließlich jenseits der March beheimateten Personen – beim eingeschalten Denkmal ein. Mit ein paar Ungarn schauten wir der singenden Truppe zu. (...) Am kommenden Tag, bereits im Morgengrauen, erschienen – vor Nationalstolz strotzende – Individuen. Namenlose. Die Regierung Šrobár hatte sie geschickt. Ich war dabei und schaute ihrer „Arbeit“ volle zwei Tage lang zu. (...) Vom LKW aus wurden der Königin und den beiden Seitenfiguren Schlingen um den Hals gelegt. Der Motor des LKWs arbeitete aus voller Kraft. Das Drahtseil zerriss. Das zweite Drahtseil auch. Dann machten sich diese, ich weiß gar nicht, wie ich sie nennen soll, mit Hammer und Meißel bewaneten Individuen an die Arbeit. Sie verjüngten den Seitenfiguren die Stiefelschäfte, dem Ross die Beine, bis es endlich gelang, die Figuren vom Sockel herunter zu reißen. Am Boden konnte man dann die Marmorgesichter schänden und mit dem Hammer zerschlagen. Zwei volle Tage sah ich diesem Schauspiel wie im Delirium zu. (...) Dann ragten irgendwann nur die Stiefel der beiden Recken und die Unterläufe des Pferdes in den grauen Himmel des Herbstes. Die anwesende Polizeieinheit sah dem Treiben ungerührt zu. Nur dann und wann rührte sich ein Polizist, wenn jemand unerwartet versuchte, ein Stückchen Marmor vom Denkmal als Erinnerung aufzuheben. Oder dann, wenn jemand anfing zu protestieren.

Noch im Jahr 1931 erinnerte sich einer an der Zerstörung beteiligten Legionäre, F. Knobloch, in einer Denkschrift:
Wir stehen vor einem Denkmal, das ganz eingeschalt war, aber nach einigen Minuten war es von seiner hölzernen Schale befreit (…) der Anblick auf dieses riesige Denkmal wirkte auf mich überhaupt nicht besonders; es war offenkundig, dass das Denkmal nur durch seine Abmessungen imponieren sollte. Wie Eichhörnchen kletterten die Brüder in die steile Höhe (…) der Bruder Wenzel Šindler, als Fachmann, der steile Höhen gewöhnt ist, saß nach einer kurzen Weile der Maria Theresia auf der Achsel. Bis zum Abend arbeiteten die Brüder ausdauernd an der Beseitigung des Denkmals (…) Da sie nicht fertig wurden, versammelten sie sich auch den nächsten Abend bei dem beschädigten Denkmal. Diesmal waren die Brüder mit Hämmern ausgerüstet. Sie arbeiteten fleißig… Rundherum Stille – die ungarische Bevölkerung blickt verächtlich auf uns aus den Fenstern – was ist geschehen?
1925 wurde auch der vom Denkmal verbliebene Sockel abgetragen und der Platz entsprechend begrünt. 1938 wurde am Standort des ehemaligen Maria-Theresien-Denkmals ein Monument vom Milan Rastislav Štefánik errichtet, die 1954 aus politischen Gründen ebenfalls entfernt wurde. Seit 1972 befindet sich an dieser Selle ein Denkmal von Ľudovít Štúr.
Seit Beginn des 21. Jahrhunderts bemüht sich der 'Bratislavaer Verschönerungsverein' [slow. Bratislavský okrašľovací spolok] um eine Rekonstruktion des Denkmals und dessen Wiedererrichtung auf dem ursprünglichen Platz. Der Verein erstellte eine entsprechende Petition, die er an die Stadtverwaltung richtete und sammelt Unterschriften zur Realisierung dieses Vorhabens (siehe Link).